# Mumford & Sons
Mumford & Sons är ett engelskt folkrockband bildat i London i slutet av 2007. Bandet blev känt i stadens folkmusikvärld tillsammans med andra artister såsom Laura Marling, Johnny Flynn, Jay Jay Pistolet och Noah and the Whale. Gruppen fick sitt genombrott med debutalbumet Sigh No More, som släpptes i oktober 2009. Låten "Little Lion Man" slog igenom stort, speciellt i Australien och Belgien, där den hamnade på topplistorna. I Australien nådde den plats fyra. Även låtarna "The Cave" och "Winter Winds" blev stora. 
2010 spelade bandet på Way Out West-festivalen i Göteborg och under 2012 på Peace & Love-festivalen i Borlänge. De släppte även fyra låtar tillsammans med Laura Marling och Dharohar Project som var inspirerade av indisk folkmusik blandat med Laura Marlings och Mumfords brittiska folkmusik. 
Mumford & Sons andra album Babel släpptes 24 september 2012 och producerades av Marcus Dravs. Första singeln från albumet är "I Will Wait", som släpptes 10 september 2012. I april 2013 hade bandet en spelning på Annexet i Stockholm . Spelningen, som hade 3500 personer i publiken, gästades av First Aid Kit.
Bandets tredje besök i Sverige var till Göteborg där de spelade inför ett fullsatt Scandinavium den 9 maj 2016. De återkom redan en dryg månad senare då de gästade Bråvallafestivalen den 30 juni.

## Bandmedlemmar
Nuvarande medlemmar
- Marcus Mumford – sång, gitarr, trummor, mandolin
- Ben Lovett – sång, keyboard, dragspel
- Ted Dwane – sång, ståbas

Turnerande medlemmar
- Will Calderbank – cello
- Ross Holmes – fiol
- Nick Etwell – trumpet, flygelhorn
- Michael Siddell – fiol
- Dave Williamson – trombon

## Diskografi (urval)
Studioalbum
- Sigh No More (2009)
- Babel (2012)
- Wilder Mind (2015)
- Delta (2018)

Livealbum
- Live at Shepherd's Bush (2011)
- The Road to Red Rocks (2012)

EP
- Mumford & Sons, Laura Marling & Dharohar Project (2010)

Singlar
- "Little Lion Man" (2009)
- "Winter Winds" (2009)
- "The Cave" (2010)
- "Roll Away your Stone" (2010)
- "I Will Wait" (2012)[3]
- "The Wolf" (2015)
- "Blind Leading The Blind" (2019)